# Hamilton, New Zealand
Hamilton (Kirikiriroa trong tiếng Māori) là trung tâm của khu vực đô thị lớn thứ tư của New Zealand, và Thành phố Hamilton đơn vị chính quyền lãnh thổ lớn thứ tư quốc gia này. Hamilton nằm ở khu vực Waikato của Đảo Bắc, khoảng 130 km (80 dặm) về phía nam Auckland. Thành phố tọa lạc tại một giao lộ các tuyến đường bộ chính và đường sắt ở trung tâm của lưu vực Waikato, trên cả hai bờ sông Waikato.
Ban đầu là một trung tâm dịch vụ nông nghiệp, có nền kinh tế đang phát triển và đa dạng, đây là khu vực đô thị phát triển nhanh thứ nhì ở New Zealand. Giáo dục và nghiên cứu phát triển đóng một phần quan trọng trong nền kinh tế của Hamilton, do thành phố là có khoảng 40.000 sinh viên đại học và 1.000 nhà khoa học tiến sĩ.

## Khí hậu
| Dữ liệu khí hậu của Hamilton, New Zealand (1981–2010) | Dữ liệu khí hậu của Hamilton, New Zealand (1981–2010) | Dữ liệu khí hậu của Hamilton, New Zealand (1981–2010) | Dữ liệu khí hậu của Hamilton, New Zealand (1981–2010) | Dữ liệu khí hậu của Hamilton, New Zealand (1981–2010) | Dữ liệu khí hậu của Hamilton, New Zealand (1981–2010) | Dữ liệu khí hậu của Hamilton, New Zealand (1981–2010) | Dữ liệu khí hậu của Hamilton, New Zealand (1981–2010) | Dữ liệu khí hậu của Hamilton, New Zealand (1981–2010) | Dữ liệu khí hậu của Hamilton, New Zealand (1981–2010) | Dữ liệu khí hậu của Hamilton, New Zealand (1981–2010) | Dữ liệu khí hậu của Hamilton, New Zealand (1981–2010) | Dữ liệu khí hậu của Hamilton, New Zealand (1981–2010) | Dữ liệu khí hậu của Hamilton, New Zealand (1981–2010) |
| Tháng                                                 | 1                                                     | 2                                                     | 3                                                     | 4                                                     | 5                                                     | 6                                                     | 7                                                     | 8                                                     | 9                                                     | 10                                                    | 11                                                    | 12                                                    | Năm                                                   |
| ----------------------------------------------------- | ----------------------------------------------------- | ----------------------------------------------------- | ----------------------------------------------------- | ----------------------------------------------------- | ----------------------------------------------------- | ----------------------------------------------------- | ----------------------------------------------------- | ----------------------------------------------------- | ----------------------------------------------------- | ----------------------------------------------------- | ----------------------------------------------------- | ----------------------------------------------------- | ----------------------------------------------------- |
| Trung bình ngày tối đa °C (°F)                        | 23.9 (75.0)                                           | 24.3 (75.7)                                           | 22.7 (72.9)                                           | 19.9 (67.8)                                           | 16.9 (62.4)                                           | 14.3 (57.7)                                           | 13.8 (56.8)                                           | 14.7 (58.5)                                           | 16.5 (61.7)                                           | 17.9 (64.2)                                           | 19.8 (67.6)                                           | 21.9 (71.4)                                           | 18.9 (66.0)                                           |
| Trung bình ngày °C (°F)                               | 18.4 (65.1)                                           | 18.8 (65.8)                                           | 17.1 (62.8)                                           | 14.5 (58.1)                                           | 11.9 (53.4)                                           | 9.5 (49.1)                                            | 8.9 (48.0)                                            | 9.8 (49.6)                                            | 11.6 (52.9)                                           | 13.2 (55.8)                                           | 14.9 (58.8)                                           | 16.9 (62.4)                                           | 13.8 (56.8)                                           |
| Tối thiểu trung bình ngày °C (°F)                     | 12.9 (55.2)                                           | 13.2 (55.8)                                           | 11.4 (52.5)                                           | 9.1 (48.4)                                            | 6.9 (44.4)                                            | 4.7 (40.5)                                            | 4.0 (39.2)                                            | 4.9 (40.8)                                            | 6.7 (44.1)                                            | 8.4 (47.1)                                            | 9.9 (49.8)                                            | 11.9 (53.4)                                           | 8.7 (47.7)                                            |
| Lượng Giáng thủy trung bình mm (inches)               | 76.3 (3.00)                                           | 68.7 (2.70)                                           | 79.4 (3.13)                                           | 80.3 (3.16)                                           | 99.7 (3.93)                                           | 113.2 (4.46)                                          | 118.2 (4.65)                                          | 103.4 (4.07)                                          | 91.5 (3.60)                                           | 91.9 (3.62)                                           | 85.0 (3.35)                                           | 100.7 (3.96)                                          | 1.108,2 (43.63)                                       |
| Số ngày giáng thủy trung bình (≥ 1.0 mm)              | 7.8                                                   | 6.2                                                   | 7.7                                                   | 8.4                                                   | 11.0                                                  | 12.6                                                  | 12.8                                                  | 13.3                                                  | 11.7                                                  | 11.7                                                  | 10.7                                                  | 10.5                                                  | 124.4                                                 |
| Độ ẩm tương đối trung bình (%)                        | 80.5                                                  | 84.3                                                  | 84.7                                                  | 86.4                                                  | 89.9                                                  | 91.4                                                  | 90.8                                                  | 88.2                                                  | 83.2                                                  | 81.9                                                  | 79.1                                                  | 79.9                                                  | 85.0                                                  |
| Số giờ nắng trung bình tháng                          | 229.8                                                 | 192.9                                                 | 193.3                                                 | 165.1                                                 | 138.3                                                 | 112.8                                                 | 126.4                                                 | 144.1                                                 | 147.5                                                 | 174.8                                                 | 187.1                                                 | 207.6                                                 | 2.019,6                                               |
| Nguồn: NIWA                                           |                                                       |                                                       |                                                       |                                                       |                                                       |                                                       |                                                       |                                                       |                                                       |                                                       |                                                       |                                                       |                                                       |